# Silene supina
Silene supina är en nejlikväxtart som beskrevs av Friedrich August Marschall von Bieberstein. Silene supina ingår i släktet glimmar, och familjen nejlikväxter. Inga underarter finns listade i Catalogue of Life.